# Santa María de Meyá
Santa María de Meyá es una entidad municipal descentralizada del municipio de Vilanova de Meyá en la provincia de Lérida (España). Está situado en la comarca del Noguera en la vertiente sur de la sierra del Montsec de Rúbies. 

## Historia
Santa María de Meyá es todavía hoy la capital espiritual del valle de Meyá de acuerdo con su antiguo estatus de capital durante 800 años de lo que fue el Priorato de Meyá. El señor jurisdiccional era el prior de Meyá. El 1834 cuando fueron abolidas les jurisdicciones de origen feudal, Santa María formó conjuntamente con el pueblo de Peralba (abandonado en la década de 1970 y hoy totalmente deshabitado). El 1926, a petición propia, el municipio de Santa María fue agregado al municipio de Vilanova de Meyá.
Santa María está situado en la vertiente meridional del Montsec de Rúbies, por debajo de la sierra de Sant Alís, a 700 metros sobre el nivel del mar. Dentro de sus límites incluye el pueblo despoblado de Peralba, les antiguas cuadras de la Coscollera, Vallferines y Rocaspana, así como las posesiones de los castillos de Orenga, Sant Esteve del Montsec y Cabrera.
Cuenta la historia que al 1396, al morir el rey Juan I, el conde Mateu de Foix, que aspiraba al reinado de la Corona de Aragón, quiso ocupar el condado de Urgel. Como los habitantes del Priorato de Meyá opusieron resistencia, el conde Foix destruyó muchas poblaciones de Meyá, entre ellas, la población de la Coscollera. El prior de Meyá, Berenguer de Rajadell, mandó que no se reconstruyera el pueblo de la Coscollera y ordenó edificar un pueblo totalmente nuevo a levante del Monasterio, el cual tomó el nombre de Santa María de Meyá. En la fundación del nuevo pueblo se edificaron solamente doce casas (con arco de medio punto hecho con dovelas), en recuerdo de los doce apóstoles. Este recinto medieval estaba cerrado por dos arcos de medio punto.
Pero posiblemente, la Coscollera y Santa María (nacida seguramente durante el siglo XII) eran en aquellos momentos dos poblaciones diferentes con una misma entidad jurídica municipal, como también pasaba entre la población de Meyá (situada al Puig de Meyá) y la Vilanova de Meyá (creada en el llano, de nueva creación). Por eso, cuando el año 1396, el conde de Foix arrasó el Priorato destruyendo la Coscollera y Santa María, solamente se pudo reedificar Santa María de Meyá, cosa que también pasó con Vilanova y el antiguo pueblo del Puig de Meyá.

## Geografía humana

### Demografía
| Gráfica de evolución demográfica de Santa María de Meyá entre 1842 y 1920 |
| |
| Población de derecho según los censos de población del INE Población de hecho según los censos de población del INEEntre el censo de 1930 y el anterior, este municipio desaparece porque se integra en el municipio 25250 (Vilanova de Meyá) |

## Sitios de interés
- Casa de Colonias de Santa María de Meyá, adscrito a la parroquia de Balaguer, está situado en un antiguo monasterio.

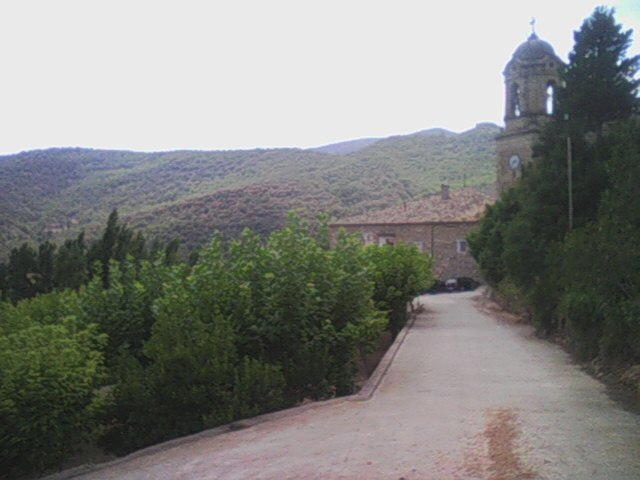
Casa de Colònies de Santa María de Meyá

- Centro Cultural de Santa María de Meyá situado en la plaza Gelpí número 4.